# Benedetta Mazzini
Benedetta Mazzini, pseudonimo di Benedetta Crocco Mazzini, nata Benedetta Crocco (Milano, 11 novembre 1971), è un'attrice, conduttrice televisiva e conduttrice radiofonica italiana naturalizzata svizzera.

## Biografia
Figlia della cantante Mina e del giornalista Virgilio Crocco (che morì in un incidente il 18 ottobre 1973 all'età di trentadue anni), cresce prevalentemente a Lugano e nel 1989 ottiene la cittadinanza svizzera. Inizia la sua carriera nel mondo dello spettacolo come modella all'età di diciotto anni. Per la televisione conduce i programmi musicali Rock Cafè del 1991, Speciale Festivalbar nel 1992 e Hotel Babylon nel 1996. Un incidente d'auto avvenuto nella notte del 28 luglio 1993 la costringe a un anno e mezzo di ricovero ospedaliero e diverse operazioni chirurgiche al ginocchio destro. A teatro nel 1995 recita in Teppisti di Giuseppe Manfridi, affiancata da Claudia Gerini, e in Capitolo secondo (1999-2000) con Blas Roca-Rey e la regia di Patrick Rossi Gastaldi.
Il suo esordio cinematografico è nella commedia di Leonardo Pieraccioni Il ciclone (1996) dove interpreta il ruolo di Isabella, la farmacista lesbica fidanzata con Selvaggia (interpretata da Barbara Enrichi), sorella del protagonista Levante (interpretato da Pieraccioni). Sempre nel 1996 è fra i protagonisti, insieme a Enzo Iacchetti, Valerio Mastandrea e Marco Giallini, di Da cosa nasce cosa..., Miglior Opera Prima al 50º Festival del cinema di Salerno 1997, primo Film tv scritto e diretto da Andrea Manni. Nel 1997 è "Valeria" nel cast di Tutti giù per terra, regia di Davide Ferrario. Nel 1998 conduce insieme a Marco Biondi Radiothon, settimana di maratona benefica organizzata da Radio Deejay per la raccolta fondi destinata alla lotta all'AIDS.
Nel 1998 partecipa al film tv Vado e torno di Vittorio Sindoni (1998), con Nancy Brilli, Rodolfo Laganà e Milena Vukotic. Mario Monicelli la chiama a far parte del cast di Panni sporchi (1999). Dopo un ruolo televisivo nella miniserie svizzera Linea di confine (2005), diretta da Massimo Donati e da Alessandro Maccagni per la RTSI, torna in teatro con Bigodini, di Matteo B. Bianchi e Roberto Piana, a fianco di Mauro Coruzzi, in arte Platinette. Nel dicembre 2009 è la protagonista femminile del video di Adesso è facile, brano cantato dalla madre Mina insieme a Manuel Agnelli e gli Afterhours. Dal gennaio al giugno 2010 conduce con Davide Dileo (tastierista dei Subsonica), la trasmissione radiofonica Coppia aperta su Rai Radio Due con doppio appuntamento settimanale. Trasmissione ripresa nel settembre 2010 con un solo appuntamento settimanale, per poi concludersi nel dicembre dello stesso anno.
È opinionista nelle edizioni 2009 e 2010 del format italiano del talent-show X Factor, trasmesso su Rai 2. Amante dei viaggi, è una degli specialist member di AIEA (Associazione Italiana Esperti d'Africa), collabora con National Geographic e scrive lunghi reportage sul settimanale italiano Vanity Fair. È conduttrice e autrice del programma Africa Benedetta (Rai 5, 2010), una docu-fiction sui suoi viaggi nel continente africano in compagnia di personaggi famosi: Enzo Iacchetti, Davide Dileo, La Pina, Marco Cocci, Max Gazzè. Nel maggio 2012 partecipa al videoclip ufficiale della canzone Il pretesto (rilettura in versione italiana di Comment te dire adieu di Françoise Hardy) di Peppi Nocera, realizzandone inoltre le coreografie. Nel 2013 inaugura il suo sito internet dedicato ai safari personalizzati, con un occhio particolare per la Namibia: Wild Places Safaris.

## Vita privata
Ha un fratellastro, maggiore di otto anni, Massimiliano Pani, figlio di Mina e dell'attore Corrado Pani.

Nel 2010 ha dichiarato:
(Benedetta Mazzini)
Il cantante spagnolo Enrique Bunbury, con il quale ha vissuto un'importante storia d'amore, ha scritto canzoni a lei ispirate. Pubblicamente dedicatale è una trilogia risalente al periodo in cui il cantante era leader del gruppo rock Héroes del Silencio: Bendecida I, Bendecida II e La chispa adecuada (Bendecida III). Il titolo della trilogia è il risultato della traduzione del nome proprio dell'attrice dall'italiano allo spagnolo. Era in suo onore anche la scelta di usare come intro nei concerti degli Héroes del Silencio la canzone Song to the siren (del progetto This Mortal Coil), particolarmente amata da Benedetta. Queste canzoni vennero inserite anche nella tournée-evento per la quale il gruppo eccezionalmente si riunì nel 2007, nella quale la stessa canzone faceva da intro.
Nel 1995 ha duettato con la madre nella cover di More Than Words degli Extreme: il brano è incluso nel disco Pappa di latte.
Nata con il solo cognome paterno Crocco, a metà degli anni novanta ha modificato il suo nome all'anagrafe aggiungendo il cognome materno Mazzini, decidendo poi di farsi conoscere pubblicamente solo con quest'ultimo.

## Filmografia

### Cinema
- Fasten Seat Belt, regia di Mauro Balletti (1996) - cortometraggio
- Il ciclone, regia di Leonardo Pieraccioni (1996)
- Tutti giù per terra, regia di Davide Ferrario (1997)
- Panni sporchi, regia di Mario Monicelli (1999)

### Televisione
- Da cosa nasce cosa, regia di Andrea Manni – film TV (1996)
- Vado e torno, regia di Vittorio Sindoni – film TV (1997)
- Linea di confine, regia di Massimo Donati e Alessandro Maccagni – serie TV (2005)

### Videoclip
- Facile di Mina featuring Afterhours (2009)
- Il pretesto di Peppi Nocera (2012)

## Teatro
- Teppisti, regia di Giuseppe Manfridi (1995)
- Capitolo secondo, regia di Patrick Rossi Gastaldi (1999-2000)
- Bigodini, regia di Francesca Draghetti (2003)

## Televisione
- Rock Cafè (Rai 2, 1991-1992)
- Speciale Festivalbar (Italia 1, 1992)
- Hotel Babylon (Rai 1, 1996)
- X Factor - Il processo (Rai 2, 2009) - Opinionista
- Extra Factor (Rai 2, 2010) - Opinionista
- Africa Benedetta (Rai 5, 2010)

## Radio
- Radiothon 98 (Radio Deejay, 1998)
- Coppia aperta (Rai Radio Due, 2010)

## Discografia
Collaborazioni
- 1995 –  More Than Words, con Mina in Pappa di latte